# Casillas de Flores
Casillas de Flores ist ein Ort und eine nordspanische Gemeinde (municipio) mit 168 Einwohnern (Stand: 2024) in der Provinz Salamanca in der Autonomen Gemeinschaft Kastilien und León. 

## Geografie
Casillas de Flores liegt etwa 120 Kilometer südwestlich von Salamanca an der portugiesischen Grenze in einer Höhe von ca. 855 m. 

## Bevölkerungsentwicklung
| Jahr      | 1900 | 1950 | 1960 | 1970 | 1981 | 1991 | 2001 | 2011 | 2021 |
| Einwohner | 1145 | 1250 | 818  | 513  | 319  | 331  | 252  | 214  | 191  |

## Sehenswürdigkeiten
- Dolmen von La Casa del Moro
- Mauruskirche (Iglesia de San Mauro)
- Christuskapelle

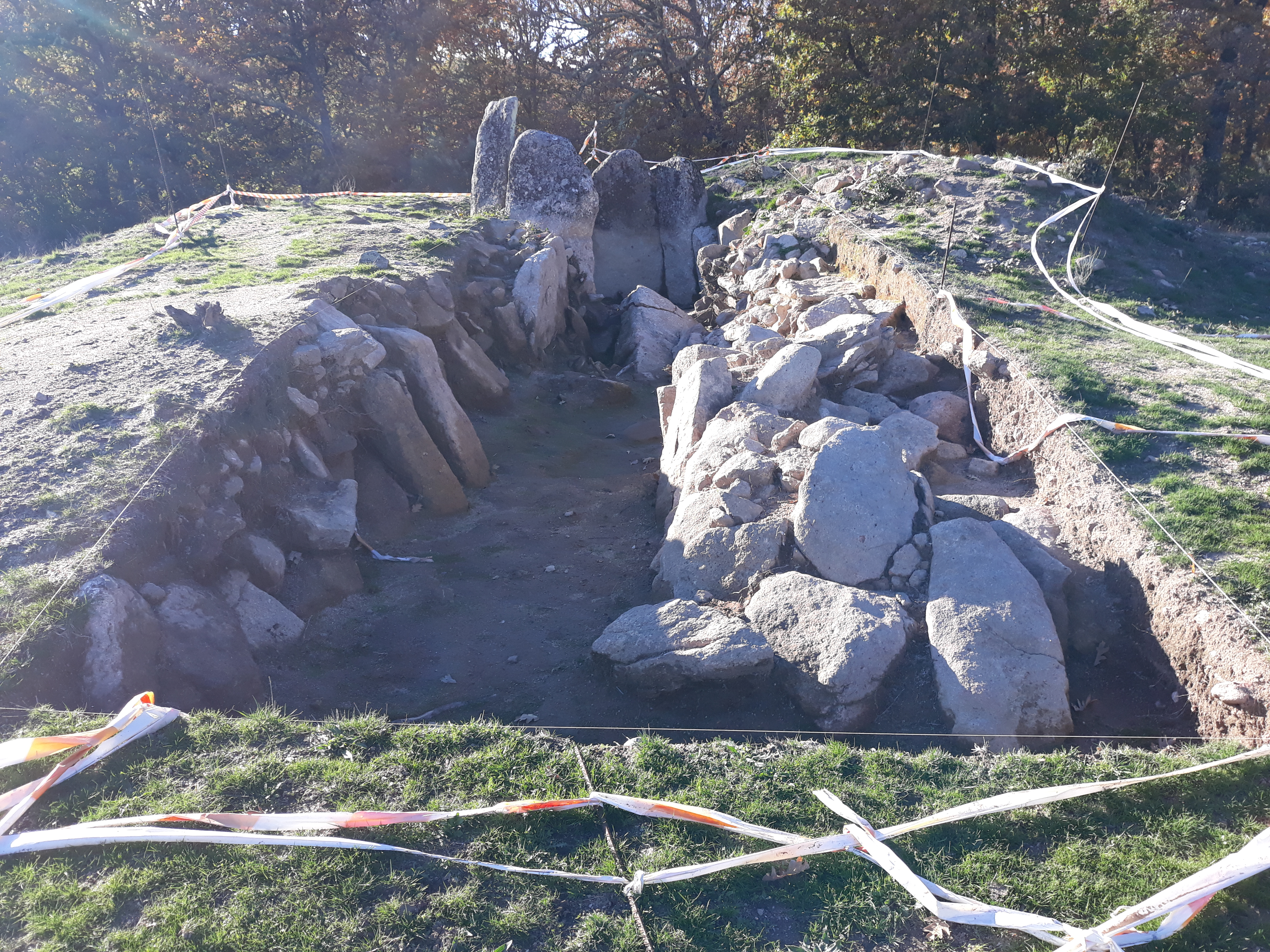
Dolmen Casa del Moro
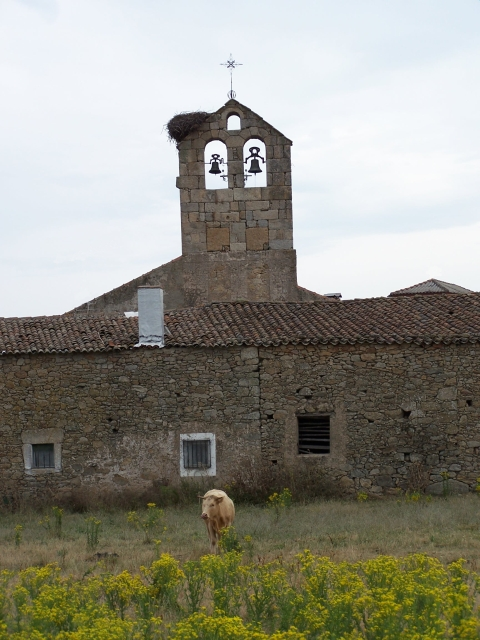
Kirche San Mauro
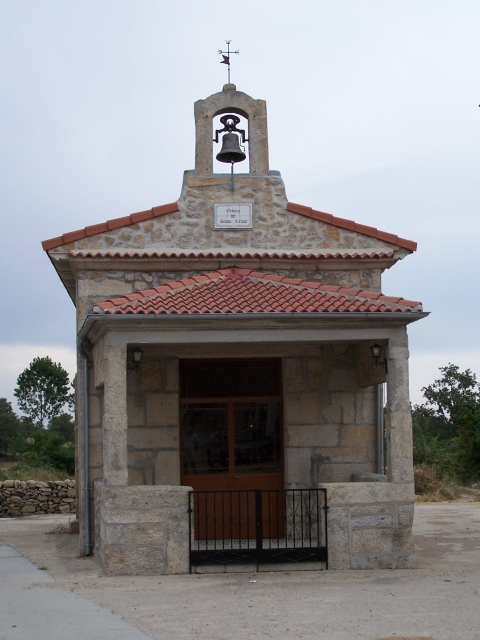
Christuskapelle